# Ulmus americana
Ulmus americana — вид квіткових рослин з родини в'язових (Ulmaceae). Поширення: центральна та східна Канада, США, північна Мексика.

## Біоморфологічна характеристика
Дерево 21–35 метрів заввишки; крони розлогі, зазвичай вазоподібні. Кора від світло-коричневої до сірої, глибоко тріщинувата або розділена на пластинки. Деревина м'яка. Гілки висячі, старі гілки гладкі, безкрилі; гілочки коричневі, запушені до голих. Ніжка листка ≈ 5 мм, від голої до запушеної. Листкова пластинка від овальної до довгасто-оберненояйцеподібної, 7–14 × 3–7 см, основа коса, краї подвійно пилчасті, верхівка від гострої до загостреної; поверхні знизу голі до злегка запушені, пучки в пазухах жилок, зверху від голих до шершавих. Суцвіття менш як 2.5 см. Квіти: чашечка неглибоко лопатева, злегка асиметрична, частки 7–9, краї війчасті; тичинки 7–9; пиляки червоні. Крилатки жовто-кремові у дозріванні, іноді з червонувато-пурпуровим відтінком, яйцеподібні, приблизно 1 см, вузькокрилі, краї війчасті, вії жовті або білі, до 1 мм. Насіння потовщене, не роздуте. 2n = 56. Цвітіння: зима — початок весни.

## Середовище
Населяє алювіальні ліси, болотяні ліси, листопадні ліси, паркани, пасовища, старі поля, пустирі; висаджені як вуличні дерева. Зростає на висотах 0–1400 метрів.

## Використання
Деревина використовується для виготовлення пакувальних матеріалів, меблів, сільськогосподарського знаряддя та трюмів. Вироблений шпон також використовується для меблів та декоративних панелей. Інші способи використання включають посадку дерев на вулицях, посадку дерев як вітрозахисної стрічки та використання як палива. Корінні американці використовують його з лікувальними властивостями.

## Галерея

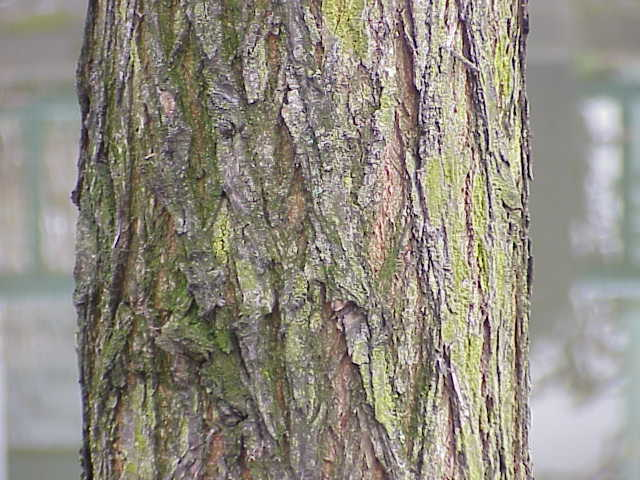
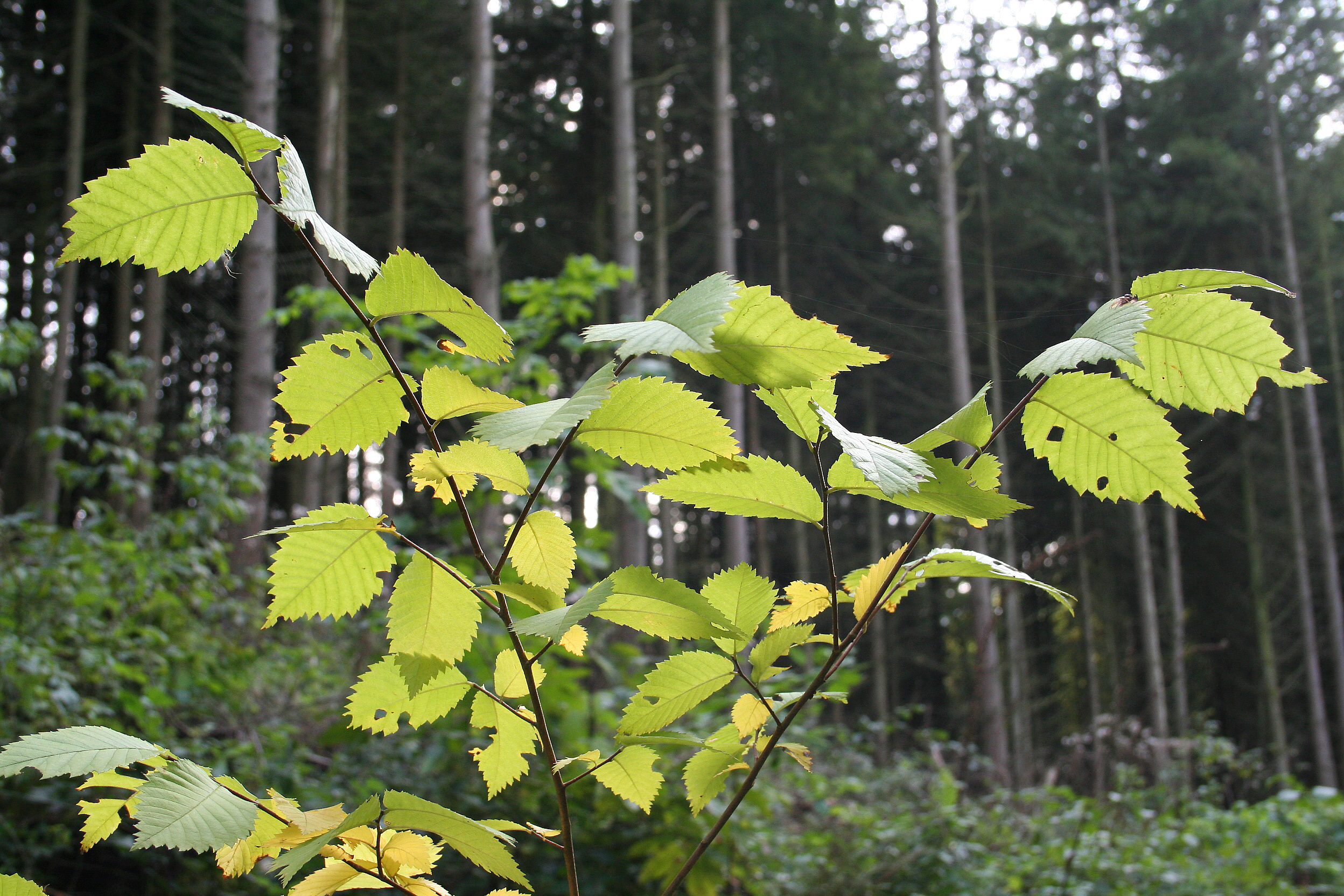